# Dixon Acosta Medellín
Dixon Orlando Moya Acosta (Bogotá, 26 de noviembre de 1967), quien cuenta con el nombre literario de Dixon Acosta Medellín es un diplomático y escritor colombiano, así como caricaturista y dibujante aficionado.
Egresado de la Universidad Nacional de Colombia y la Academia Diplomática de San Carlos, ha prestado servicios en diversos cargos del servicio exterior como funcionario del Ministerio de Relaciones Exteriores de Colombia, paralelamente ha desarrollado una carrera literaria que había iniciado como estudiante universitario en Bogotá.

## Biografía

### Inicios en la poesía, la caricatura y la ciencia ficción.
Mientras estudiaba Sociología, al tiempo comenzó a tomar talleres literarios en la Universidad, como el de guion cinematográfico con el cineasta Carlos Duplat o en la Casa de Poesía Silva, con el poeta Walter Azula.
En esas actividades compartió con escritores como la poeta Sandra Uribe, Gerardo Cardona o Campo Ricardo Burgos, con quien coincidió en el interés en la ciencia ficción y la fantasía en la literatura y el cine. Sin embargo, curiosamente sus primeras publicaciones en un periódico, en este caso, en El Espectador, fue como caricaturista, gracias a un concurso que el diario bogotano realizó entre dibujantes aficionados. Al menos cuatro de sus dibujos fueron publicados en aquella época. 
En 1993 se graduó como sociólogo y al año siguiente trabajó en Editorial Norma de la empresa Carvajal, a finales de 1994 encontró por casualidad un anuncio en un periódico, en el cual se informaba sobre el concurso de méritos organizado por la Cancillería para quienes estuvieran interesados en ser funcionarios de carrera diplomática y se presentó, siendo seleccionado para iniciar el curso de especialización en la Academia Diplomática de San Carlos.  En 1995 inició el curso de especialización y ese mismo año fallecería su madre-abuela Carmen Rosa Medellín. Al año siguiente sería nombrado oficialmente en el escalafón diplomático.
Dixon Moya participaría en varios concursos literarios, obteniendo primeros puestos en concursos universitarios de poesía y siendo finalista en concursos nacionales de cuento. Al mismo tiempo, comenzó a colaborar con artículos en sitios especializados en ciencia ficción como Quinta Dimensión en Argentina y El Sitio de España. De igual forma, ha sido uno de los autores que iniciaron escribiendo en Letralia, uno de los principales sitios literarios de América Latina, en donde comenzó a utilizar su nombre literario, Dixon Acosta Medellín. 

### Los caminos diplomáticos y las letras.
Su primer destino como diplomático de carrera en 1997, fue como cónsul de Colombia en Ciudad Guayana (más conocida como Puerto Ordaz), en donde estuvo hasta los primeros meses del año 2000. 
En el plano literario, varios poemas suyos fueron publicados en el suplemento literario del periódico El Correo del Caroní, medio que organizó un concurso nacional en Venezuela, sobre el centenario de la novela “El Soberbio Orinoco” de Julio Verne, Moya participó con dos trabajos firmados con seudónimos diferentes, los cuales fueron escogidos por el jurado como segundo y tercero, lo cual fue un suceso celebrado por los organizadores, quienes se sorprendieron al ver que se trataba del cónsul colombiano. Con el dinero obtenido en el concurso, Dixon Moya donó una biblioteca al consulado de Colombia, para fomentar la lectura de los eventuales visitantes de la oficina. Durante esa experiencia, Moya escribió una breve novela de ciencia ficción romántica titulada “Canaima, Tiempo Cero” que mantuvo inédita hasta 2023.
En el 2000 regresó a Colombia en donde conoció a su esposa, Patricia Mogollón Pérez, abogada, artista y fotógrafa quien le ha apoyado permanentemente en su servicio diplomático y en su carrera literaria. En 2003 fue nombrado en la Embajada de Colombia en Nicaragua, fue colaborador ad honorem del periódico La Prensa, especialmente de la revista dominical Magazine y varios poemas suyos se publicaron en el suplemento cultural, participó como invitado en el prestigioso Festival de Poesía de Granada y ganó un concurso de cuento de literatura infantil, con otros dos escritores, cuyos relatos aparecen en el libro “El Niño Radio y otros Cuentos”.
De regreso en Colombia, en 2008 fue finalista en un concurso internacional de poesía, que fue destacado en los medios colombianos. Desde 2009 hizo parte del Comité Editorial de “Cosmocápsula” la primera revista virtual de ciencia ficción en Colombia, hasta su suspensión en 2015. Fue el responsable de la ilustración de la portada del primer número.
En 2011 publicó el libro “Colombia en el cine universal. La caza de citas”, que recopila más de 300 menciones de Colombia o colombianos en películas internacionales, especialmente realizadas en Hollywood. De igual modo apareció en la antología “Qubit: Antología de la ciencia ficción latinoamericana” de Casa de las Américas de Cuba.
A finales del mismo año fue designado como ministro plenipotenciario en la Embajada de Colombia en los Emiratos Árabes Unidos, apoyando al embajador Roberto Vélez Vallejo en la apertura de la primera misión diplomática colombiana en la península arábiga. Una de las actividades culturales que ayudó a promover fue la presentación en la feria del libro de Abu Dhabi, de “Diez poemas colombianos”, publicación editada por Catalina González Restrepo y Juan Felipe Robledo y traducido por Ahmad Yamani. 
Como Encargado de Negocios de la Embajada en Abu Dhabi, atendió la visita oficial de la ministra de relaciones exteriores María Ángela Holguín a varios países del Medio Oriente y en la cual se firmaron los primeros acuerdos binacionales entre los Emiratos Árabes Unidos y Colombia. Desde aquellos días, ha sido columnista honorario del periódico El Correo del Golfo, único medio en español en aquella región. En cierta forma ha desarrollado, lo que ha denominado una “diplomacia periodística”, destacando a Colombia en diversos aspectos.
Dixon Acosta Medellín publicó en 2016 varios libros, “Partes de Guerra” (poesía), “Relatos Extemporáneos. Cuentos de Ciencia-Ficción”. Así mismo es coautor con su esposa Patricia Mogollón de la primera biografía en español del fundador de los Emiratos Árabes Unidos, titulada “Zayed, biografía de los Emiratos Árabes Unidos”.

En 2017, a finales del gobierno del presidente Juan Manuel Santos, fue designado Cónsul General de Colombia en Chicago, cargo en el cual se mantuvo en los gobiernos de los presidentes Iván Duque y Gustavo Petro hasta mayo de 2023. Durante este periodo, fue designado dos veces como mejor funcionario de carrera diplomática. En el plano literario tuvo oportunidad de publicar en 2019 con la Editorial Pandora Lobo Estepario Productions, gracias al empeño del editor Miguel López Lemus, el libro “Relatos Diplomáticos. Apuntes imaginarios desde San Carlos” (cuentos y anécdotas).
En el mismo año y previo a la pandemia del Covid-19, participó en una convocatoria de Editorial Planeta y Colciencias (entidad que anticipó al Ministerio de Cultura de Colombia), con un relato de ciencia ficción de su autoría, el cual fue incluido en el libro “Cuentos Salvajes para Nerds”.
En 2023 publicó “Canaima. Tiempo Cero”, breve novela romántica de ciencia ficción que había escrito en Venezuela y que había permanecido inédita, pero que cobró vigencia por el debate sobre la inteligencia artificial, ya que su argumento es el del progresivo amor entre un hombre y su asistente virtual.
Desde el 10 de julio de 2013 es bloguero del periódico El Espectador en “Líneas de Arena”. Tanto en su blog como en sus columnas, suele escribir de temas variados, especialmente culturales, literarios, música o cine y curiosidades. En sus investigaciones, que ha plasmado en sus textos, ha descubierto datos como el primer director colombiano en Hollywood o la ocasión en que Indiana Jones visitó Colombia, detalle en el cual nadie se había percatado o investigado los diferentes nombres ficticios que ha recibido Colombia. 
De igual forma en una serie de artículos publicados en el blog, ha registrado las alusiones a Colombia en el cómic internacional, realizando interesantes descubrimientos, como la de personajes de Disney buscando El Dorado en el país.
Como sociólogo, algunos autores le han reconocido a Dixon Acosta su aporte al desarrollo moderno del concepto de la anomía, así como ha desarrollado en la literatura la idea de la “ciencia-ficción doméstica”.
En la única red social que aparece es en Twitter como @dixonmedellin , aunque ha manifestado que la considera su patio de recreo, pues sólo aparece en horas no laborales y el día en que le cobren por su estar ahí, simplemente se retira.

## Seudónimo literario.
Dixon Moya ha explicado que su nombre literario (Dixon Acosta Medellín) es un homenaje a sus padres-abuelos, Laurencio Acosta y Carmen Medellín, con quienes vivió desde los pocos meses de vida hasta el fallecimiento de aquellos y a quienes les debe su crianza y educación.